# Stratone
Stratone is een kevergeslacht uit de familie van de boktorren (Cerambycidae). De wetenschappelijke naam van het geslacht werd voor het eerst geldig gepubliceerd in 1864 door Thomson.

## Soorten
Stratone omvat de volgende soorten:
- Stratone aurantia Galileo & Martins, 1992
- Stratone rufotestacea Thomson, 1864
- Stratone transversale (Chevrolat, 1862)